# Pierwsza Komisja Waltera Hallsteina
Pierwsza Komisja Waltera Hallsteina – Komisja Europejska urzędująca od 7 stycznia 1958 roku do 9 stycznia 1962 roku. Jej przewodniczącym był niemiecki polityk Walter Hallstein, a wiceprzewodniczącymi Sicco Mansholt, Robert Marjolin i Piero Malvestiti (do 1959 roku).
W trakcie prac komisji doszło do trzech zmian na stanowiskach komisarzy. 27 kwietnia 1958 roku zmarł Komisarz ds. Transportu Michel Rasquin, zastąpił go 18 czerwca 1958 roku Lambert Schaus. 15 września 1959 roku Piero Malvestiti został przewodniczącym Wysokiej Władzy EWWiS, jego miejsce na stanowisku Komisarza ds. Rynku Wewnętrznego zajął Giuseppe Caron. Malvestiti był również wiceprzewodniczącym Komisji Europejskiej, Caron nie objął po nim tego stanowiska. Do trzeciej zmiany doszło 8 lutego 1961 roku. Lionello Levi Sandri zastąpił Giuseppe Petrilliego na stanowisku Komisarza ds. Społecznych.
Pierwsze posiedzenia Komisji Europejskiej odbyło się 16 stycznia 1958 roku. Komisja składała się z 9 członków (komisarzy). Po dwóch przedstawicieli posiadali: Francja, Niemcy i Włochy. Pozostali członkowie Wspólnot Europejskich (Belgia, Holandia i Luksemburg) posiadali po jednym komisarzu.

## Skład Komisji Europejskiej
| Komisja                             | Komisarz             | Partia      |
| ----------------------------------- | -------------------- | ----------- |
| Przewodniczący Komisji Europejskiej | Walter Hallstein     | CDU         |
| Komisarz ds. Rolnictwa              | Sicco Mansholt       | CDA         |
| Komisarz ds. Ekonomicznych          | Robert Marjolin      | bezpartyjny |
| Komisarz ds. Rynku Wewnętrznego     | Piero Malvestiti     | DC          |
|                                     | Giuseppe Caron       | DC          |
| Komisarz ds. Rozwoju                | Robert Lemaignen     | bezpartyjny |
| Komisarz ds. Stosunków Zewnętrznych | Jean Rey             | PRL         |
| Komisarz ds. Konkurencji            | Hans von der Groeben | bezpartyjny |
| Komisarz ds. Społecznych            | Giuseppe Petrilli    | bezpartyjny |
|                                     | Lionello Levi Sandri | PSI         |
| Komisarz ds. Transportu             | Michel Rasquin       | LSAP        |
|                                     | Lambert Schaus       | CSV         |